# Chinato deidrogenasi
La chinato deidrogenasi è un enzima appartenente alla classe delle ossidoreduttasi, che catalizza la seguente reazione:
L-chinato + NAD+ ⇄ 3-deidrochinato + NADH + H+
L'enzima è specifico per il chinato come substrato; fenilpiruvato, fenilalanina, cinnamato e shikimato non possono essere substrati. NAD+ non può essere sostituito con NADP+.